# Baunatal-Großenritte
Baunatal-Großenritte (niem. Bahnhof Baunatal-Großenritte) – stacja kolejowa w Baunatal, w dzielnicy Großenritte, w kraju związkowym Hesja, w Niemczech. Według DB Station&Service ma kategorię 6. Znajduje się na linii Kassel – Naumburg. Jest to również przystanek końcowy linii 5 i 7 tramwajów w Kassel.

## Linie kolejowe
- Linia Kassel – Naumburg